# هارولد آي. برات
هارولد آي. برات (بالإنجليزية: Harold I. Pratt)‏ هو شخصية أعمال أمريكي، ولد في 1 فبراير 1877، وتوفي في 29 مايو 1939.